# Porocara ulrichi
Porocara ulrichi is een keversoort uit de familie van de loopkevers (Carabidae). De wetenschappelijke naam van de soort is voor het eerst geldig gepubliceerd in 1996 door Baehr.
De soort komt voor in het noorden van Australië.